# Mantellinienverfahren

Schnitt Kegel–Zylinder in Dreitafelprojektion: Mantellinienverfahren,
blau: Zylinder (1. Fläche), grün: Kegel (2. Fläche), rot: zur Konstruktion von P und Q verwandte Mantellinien, lila: Schnittkurve

Konstruktion einer Ellipse als ebener Schnitt eines Kegels

Das Mantellinienverfahren ist eine Methode der darstellenden Geometrie, Punkte der Schnittkurve zwischen einem Zylinder und einer zweiten Fläche (von Zylinder, Kegel, Kugel usw.) zu bestimmen. Der wesentliche Teil ist identisch mit dem Hilfsebenenverfahren. Während beim Hilfsebenenverfahren die Hilfsebenen frei gewählt werden, wird beim Mantellinienverfahren von einer gleichmäßig verteilten Anzahl von Mantellinien des Zylinders ausgegangen. Zu jeder Mantellinie wird eine Hilfsebene bestimmt, welche die Mantellinie enthält und aus der zweiten Fläche einfache Kurven (Geraden, Kreise) ausschneidet. Sind die Mantellinien geschickt gewählt (siehe Beispiel), so enthält eine Hilfsebene gleich zwei Mantellinien, so dass durch eine Hilfsebene gleich mehrere Punkte der Schnittkurve in Grund- und Aufriss konstruiert werden können. Sind die Mantellinien wie im Beispiel gewählt, so haben die Mantellinien 4 und 8 dieselben Grundrisse wie die schon gezeichneten Mantellinien 2 und 10. Für den Schnitt der Hilfsebene durch die Mantellinien 4 und 8 muss also nur der andere Schnittkreis mit dem Kegel in Grund- und Aufriss eingezeichnet werden, um weitere Schnittpunkte zu bestimmen.
Das Mantellinienverfahren lässt sich auch verwenden, wenn
1. die zweite Fläche ein senkrechter Kreiszylinder ist. Die Schnittkreise haben dann alle denselben Radius.
2. die zweite Fläche eine Kugel ist. Die Schnitte der Kugel mit einer horizontalen Hilfsebene sind Kreise und erscheinen im Grundriss auch als Kreise.
3. die zweite Fläche ein Torus mit horizontalem Leitkreis ist. Die Schnitte des Torus mit einer horizontalen Hilfsebene sind Kreise und erscheinen im Grundriss auch als Kreise.
4. die zweite Fläche eine schräge Ebene ist. Die Schnittkurve ist in diesem Fall eine Ellipse, deren Halbachsen allerdings leicht zeichnerisch bestimmt werden können.
5. die erste Fläche eine schräge Ebene ist. Als Ersatz für die Mantellinien können horizontale Geraden verwendet werden. Die Schnittkurve ist ein Kegelschnitt.

Im zweiten Bild ist die Schnittkurve eine Ellipse. In diesem Fall lassen sich in Grund- und Aufriss auch die Hauptachsen der zu zeichnenden Ellipsen leicht konstruieren und die Ellipsen dann mit der Scheitelkrümmungskreismethode näherungsweise zeichnen.
Ist die Ebene steiler oder sogar senkrecht, kann als Schnittfigur auch eine Parabel oder Hyperbel entstehen.